# Liste du patrimoine culturel immatériel de l'humanité au Nicaragua
Cet article recense les pratiques inscrites au patrimoine culturel immatériel au Nicaragua.

## Statistiques
Le Nicaragua ratifie la convention pour la sauvegarde du patrimoine culturel immatériel le 14 février 2006. La première pratique protégée est inscrite en 2008.
En 2016, le Nicaragua compte 2 éléments inscrits au patrimoine culturel immatériel, tous sur la liste représentative.

## Listes

### Liste représentative
Les éléments suivants sont inscrits sur la liste représentative du patrimoine culturel immatériel de l'humanité :
| Élément                                        | Type | Subdivision | Année | Lien  | Notes                                               | Illus. |
| ---------------------------------------------- | --- | ----------- | ----- | ----- | --------------------------------------------------- | ------ |
| El Güegüense                                   | arts du spectacle |             | 2008  | 00111 |                                                     |        |
| La langue, la danse et la musique des Garifuna | traditions et expressions orales, y compris la langue comme vecteur du patrimoine culturel immatériel arts du spectacle |             | 2008  | 00258 | Partagé avec le Belize, le Guatemala et le Honduras |        |

### Patrimoine immatériel nécessitant une sauvegarde urgente
Le Nicaragua ne compte aucun élément listé sur la liste du patrimoine immatériel nécessitant une sauvegarde urgente.

### Registre des meilleures pratiques de sauvegarde
Le Nicaragua ne compte aucune pratique listée au registre des meilleures pratiques de sauvegarde.